# Conflicto diplomático entre España y Reino Unido de 2013-2014
El conflicto diplomático sobre Gibraltar entre España y Reino Unido de 2013-2014 se refiere a una serie de sucesos acontecidos en el área de la bahía de Algeciras desde el verano de 2013 hasta principios de 2014, como consecuencia del desencuentro entre las autoridades británicas y las españolas sobre la jurisdicción territorial de las aguas que rodean el Peñón.

## Desarrollo

### Antecedentes

#### Acuerdos locales de pesca de 1999
A finales de la década de los 90, se produjeron una serie de incidentes entre las autoridades gibraltareñas y los pescadores españoles de la zona, lo que llevó a que en febrero de 1999, la Mesa de la Pesca, organización en representación de los pescadores de Algeciras y La Línea, sin representación del Gobierno español, y las autoridades gibraltareñas llegaran a un acuerdo para resolver el conflicto sobre las áreas pesqueras en las aguas cercanas al Peñón, lo que sin embargo no se tradujo en ausencia de incidentes. Desde 2009, y hasta 2012, se producen encontronazos entre buques de la Marina Real Británica y patrulleras de la Guardia Civil en la zona marítima disputada (las aguas situadas a menos de tres millas de la costa gibraltareña, sobre las cuales España y el Tratado de Utrecht no reconocen en ningún sentido la soberanía británica). Si lo hace el Derecho del Mar donde España y Reino Unido son firmantes y está vigente, motivo por el cual en una ocasión el ministro de Asuntos Exteriores español, García-Margallo, admitió no estar seguro de como devendría una disputa legal sobre las aguas, pero afirmando que deberían pertenecer a España "porque Utrecht es un tratado singular y porque la Convención del Mar dice que no afecta a obligaciones contraídas en tratados anteriores" .

#### Acuerdos a tres bandas de 2006
Durante el llamado cierre de la Verja introducido por el dictador Francisco Franco, se produjo el cierre total de la frontera con Gibraltar, desde 1969 y hasta diciembre de 1982, cuando fue reabierta la frontera terrestre para las personas, lo que fue ampliado a los vehículos en febrero de 1985. Durante el periodo siguiente a la reapertura de conversaciones entre ambos gobierno por el tema de Gibraltar, las autoridades intergubernamentales se habían limitado a la representación de Madrid y Londres. Sin embargo, como resultado de un acuerdo a tres bandas firmado en Córdoba el septiembre de 2006 entre Gibraltar, el Reino Unido y España, el Gobierno español aceptó por primera vez el trato directo con el Gobierno gibraltareño, así como relajar los controles en la frontera, facilitando el paso de ciudadanos y transporte entre ambos territorios. Como resultado, las últimas restricciones que permanecían vigentes desde el cierre de 1969 fueron suspendidas: los enlaces aéreos entre España y Gibraltar fueron restaurados en diciembre de 2006, las restricciones en las telecomunicaciones fueron levantadas en febrero de 2007 y la conexión por ferry entre Algeciras y el Peñón fue restablecida en diciembre de 2009.

#### Tasa de congestión de 2011
En agosto de 2010, el Ayuntamiento de La Línea de la Concepción anunció su intención de instalar un dispositivo en la Avenida Príncipe de Asturias, la única vía de acceso al control aduanero, para cobrar un peaje a los vehículos motorizados que visitaran el Peñón. El entonces alcalde linense, Alejandro Sánchez García, se pronunció en favor de la medida por el gasto ocasionado por el tránsito rodado en el municipio. El peaje fue llamado "tasa de congestión". En enero de 2011, sin embargo, la medida aún no se encontraba implementada, en parte debido a las diferencias entre el poder municipal y el estatal. Estas disputas llegaron a los tribunales, después de que el consistorio linense cerrase la aduana para camiones. Al día siguiente, esta medida fue anulada por el juzgado de Algeciras.
En aquel entonces, el Gobierno de España, la Junta de Andalucía, el Gobierno de Gibraltar y los sindicatos de trabajadores españoles en el territorio de ultramar británico se posicionaron en contra de este peaje, a partir del argumento de que la Unión Europea obliga a mantener al menos una vía de comunicación por tierra gratuita siempre abierta entre Gibraltar y España.

### Inicio

Mapa de Gibraltar. El área oscura indica la expansión terrestre de Gibraltar más allá de los límites del Tratado de Utrech, reclamada por España.

A lo largo de la primera mitad del año, se habían producido puntuales desencuentros. En febrero de 2013, un barco de la Armada española, el Tornado, entró en aguas gibraltareñas, provocando que el Foreign Office protestara ante el Gobierno español por la acción, que fue descrita como la incursión española más grave desde la década de 1960. También a finales de junio y principios de julio de 2013 se habían producido algunas ocasiones de tensión entre las autoridades españolas y gibraltareñas, pero el detonante concreto del conflicto parte de los trabajos a finales de julio de 2013 frente a la Playa de Poniente, a medio kilómetro de las aguas gibraltareñas, del buque remolcador Elliot, con bandera británica, instalando grandes bloques de hormigón de varias toneladas de peso en lo que Gibraltar considera sus aguas territoriales, creando un arrecife artificial e impidiendo que los navíos españoles puedan pescar en esa zona. Esto dio lugar al envío a la zona el día 24 de julio de una patrullera del Servicio Marítimo de la Guardia Civil, interrumpiendo temporalmente la descarga de los bloques en el mar e informando de los hechos al Ministerio del Interior de cara a una reclamación de España ante el gobierno británico por los mismos. Al tiempo, el alcalde de Algeciras, diputado del Congreso por la provincia de Cádiz y vicepresidente de la Comisión de Asuntos Exteriores en el Congreso de los Diputados, José Ignacio Landaluce se manifestó contra la infraestructura costera gibraltareña, cuya construcción prosiguió adelante. De manera independiente y paralela a estos sucesos, se iniciaba la denuncia española sobre un supuesto delito por la venta a Gibraltar de arena de las dunas de Valdevaqueros (Tarifa), al ser una zona protegida, acusando al Peñón de regenerar las playas y ganar terreno al mar en la cara este del Peñón con arena de la duna tarifeña.
Como respuesta a la acción unilateral gibraltareña de construcción del arrecife artificial en una zona de soberanía discutida, en los días siguientes a estos hechos, la autoridad española pasó a establecer abundantes y minuciosos controles en la frontera hispano-gibraltareña, provocando el enlentecimiento del tráfico y largas colas para poder pasar de un lado al otro. En paralelo, el Gobierno gibraltareño denunció la realización de maniobras militares por parte de 4 jets de la aviación militar española en su espacio aéreo y disparos realizados por patrulleras de la Guardia Civil hacia objetivos británicos.

### Escalada
Tras esto, se produjo una rápida escalada de medidas por ambas partes en los primeros días de agosto. El 2 de agosto, mientras el ministro del Interior español, Jorge Fernández Díaz, denunciaba amenazas y acosos hacia las fuerzas de seguridad españolas en la red de agentes de la frontera con Gibraltar por parte de iniciativas gibraltareñas, advirtiendo de que era "un ataque a las fuerzas de seguridad y al Estado de derecho intolerable", el Foreign Office convocó en Londres al embajador de España, Federico Trillo, acudiendo el embajador en funciones y número dos de la legación española, Ramón Gandarias. En la reunión, el secretario de Estado del Foreign Office, Hugo Swire, protestó por los controles en la frontera establecidos por España desde el 26 de julio.
Paralelamente, el ministro de Asuntos Exteriores y de Cooperación del Gobierno de España, José Manuel García-Margallo, anunció el 3 de agosto que la Abogacía del Estado y los técnicos de los distintos ministerios afectados -Interior, Hacienda, Fomento y Medio Ambiente- estaban analizando la posibilidad de establecer un peaje de cincuenta euros por atravesar la frontera, complicando más el tránsito, proponiéndose también otras medidas como cerrar el espacio aéreo español a Gibraltar y reconsiderar las concesiones en telecomunicaciones, al tiempo que el Ejecutivo español denunciaba ante la Fiscalía de Medio Ambiente el vertido de bloques de hormigón en aguas españolas por parte de Gibraltar. Todo esto llevó a nuevas protestas por parte del Foreign Office, afirmando el Gobierno británico su intención de "utilizar todas las medidas necesarias para salvaguardar la soberanía británica" sobre el Peñón, mientras el Gobierno de Gibraltar emitía un comunicado en el que calificaba las advertencias del ministro Margallo como "claramente reminiscentes de las políticas y tácticas [sobre el Peñón] desarrolladas por el régimen fascista de Franco", lo que fue secundado por el ministro Principal, Fabian Picardo, quien comparó a España con Corea del Norte, al tiempo que solicitaba el envío de la Armada británica en su ayuda.

### Llamadas al diálogo

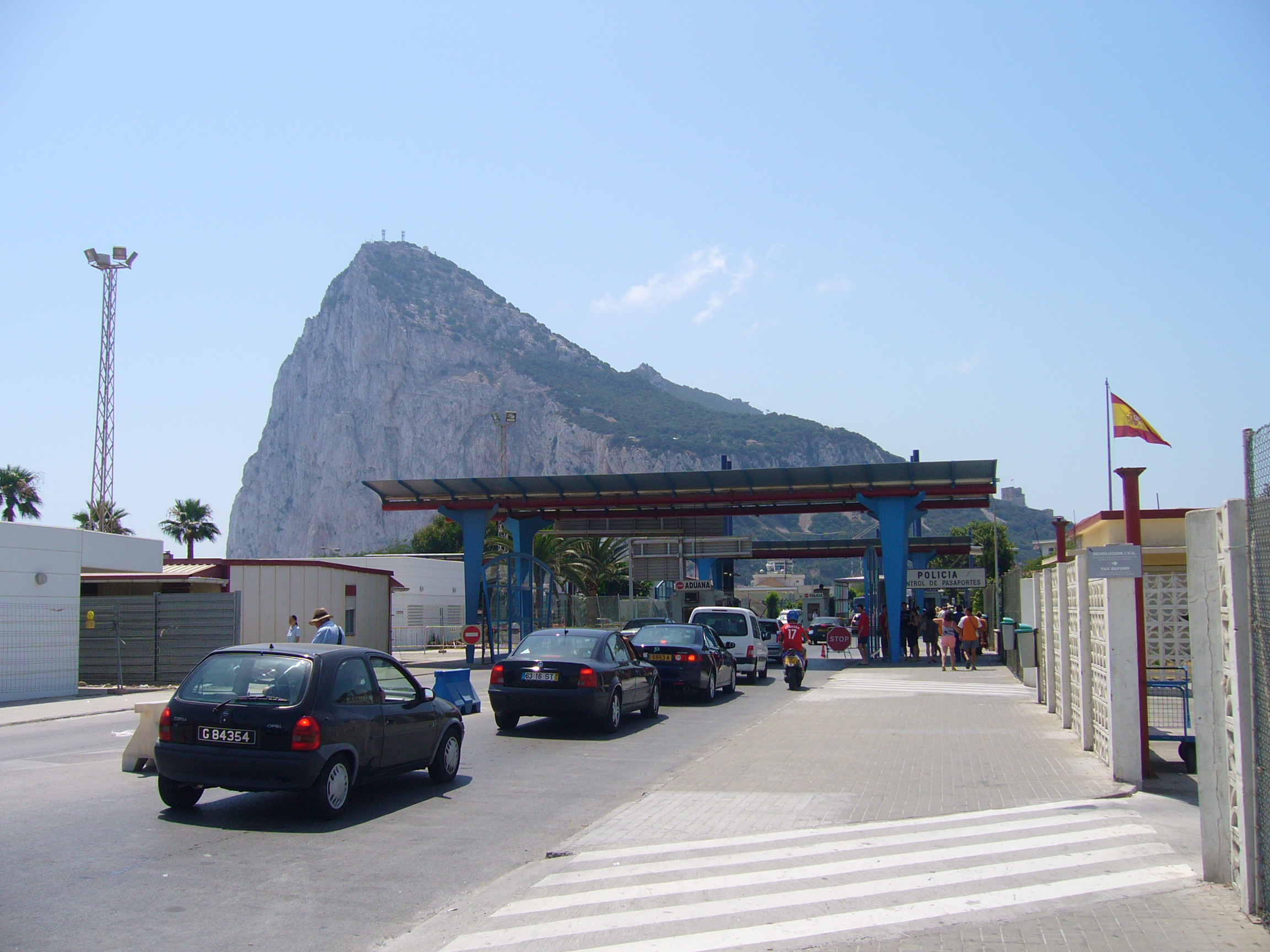
La "verja" anglo-hispana en 2006.

El 5 de agosto, la Mesa de Gibraltar, convocada con carácter de urgencia por la alcaldesa de La Línea, Gemma Araujo, celebró una reunión en el Ayuntamiento de La Línea de la Concepción, solicitando tanto el retiro de los bloques de hormigón como de las dificultades al tránsito en la frontera, así como proponiendo la creación de una mesa de diálogo, con presencia de políticos, armadores, pescadores y empresarios de una y otra parte para acabar con el conflicto. Por su parte se anunció que la Comisión Europea organizaría una reunión con las autoridades españolas en septiembre u octubre para abordar la cuestión, recordando el portavoz del Ejecutivo europeo que, dado que Reino Unido no participa en el Acuerdo de Schengen, España tenía el derecho de imponer controles en su frontera con Gibraltar, aunque estos debían ser "proporcionados".
En los días siguientes, el primer ministro adjunto del Peñón, Joseph Garcia anunció estar recopilando datos para una posible denuncia contra España ante los tribunales europeos, al tiempo que el embajador británico en España, Giles Paxman, se reunía con el secretario de Estado de Exteriores, Gonzalo de Benito a propósito de la cuestión y mientras la Comisión Europea proponía a España la creación de una misión técnica para observar sobre el terreno los controles en la frontera con el Peñón. Por su parte, representantes de la oposición política española, como Trinidad Jiménez o Elena Valenciano, manifestaron críticas al Gobierno de España por su gestión del problema. El 6 de agosto el ministro de Exteriores británico, William Hague hizo un llamamiento a España, a no llevar a cabo acciones que pudieran incrementar la tensión, mientras Peter Hain, exministro del Gobierno de Tony Blair, abogaba porque el Reino Unido dialogara con Madrid sobre una soberanía compartida del Peñón. Tras producirse algunos incidentes menores en la frontera hispano-gibraltareña, el primer ministro británico, David Cameron, se puso en contacto el 7 de agosto con el presidente español, Mariano Rajoy, en relación con los acontecimientos que se venían produciendo, acordando iniciar negociaciones para tratar de resolver el conflicto a través de los ministros de Exteriores de ambos países, José Manuel García-Margallo y William Hague.

### Mantenimiento de los controles
Como consecuencia de las gestiones llevadas a cabo hasta la fecha, el 8 de agosto el Gobierno español afirmó estar dispuesto a reconsiderar los controles fronterizos si se reanudaba el diálogo en el marco de una mesa en la que estuvieran representados Londres, Madrid, el Peñón y la Junta de Andalucía, lo que sin embargo no se tradujo en el cese de los controles, dando lugar a un incidente con varios policías del Peñón y un eurodiputado británico, lo que produjo protestas por parte del Ministerio del Interior español.
Algunos buques de la Armada británica tenían previsto usar la base colonial británica en las semanas siguientes al inicio del conflicto diplomático, entre ellos el HMS Westminster y los buques de la flota real auxiliar RFA Lyme Bay y RFA Mounts Bay, lo que fue recogido en medios tanto españoles como británicos desvinculando las autoridades respectivas todo papel de los mismos en el contencioso que mantenían. En paralelo, el 9 de agosto Mariano Rajoy, tras sendas entrevistas con Margallo y con el rey Juan Carlos I, afirmó que el Gobierno español se reservaba "todas las medidas legales sobre Gibraltar", acusando al Gobierno del Peñón de la ruptura unilateral de los acuerdos de pesca de 1999 previos al conflicto, por la creación del arrecife artificial.

### Posible internacionalización

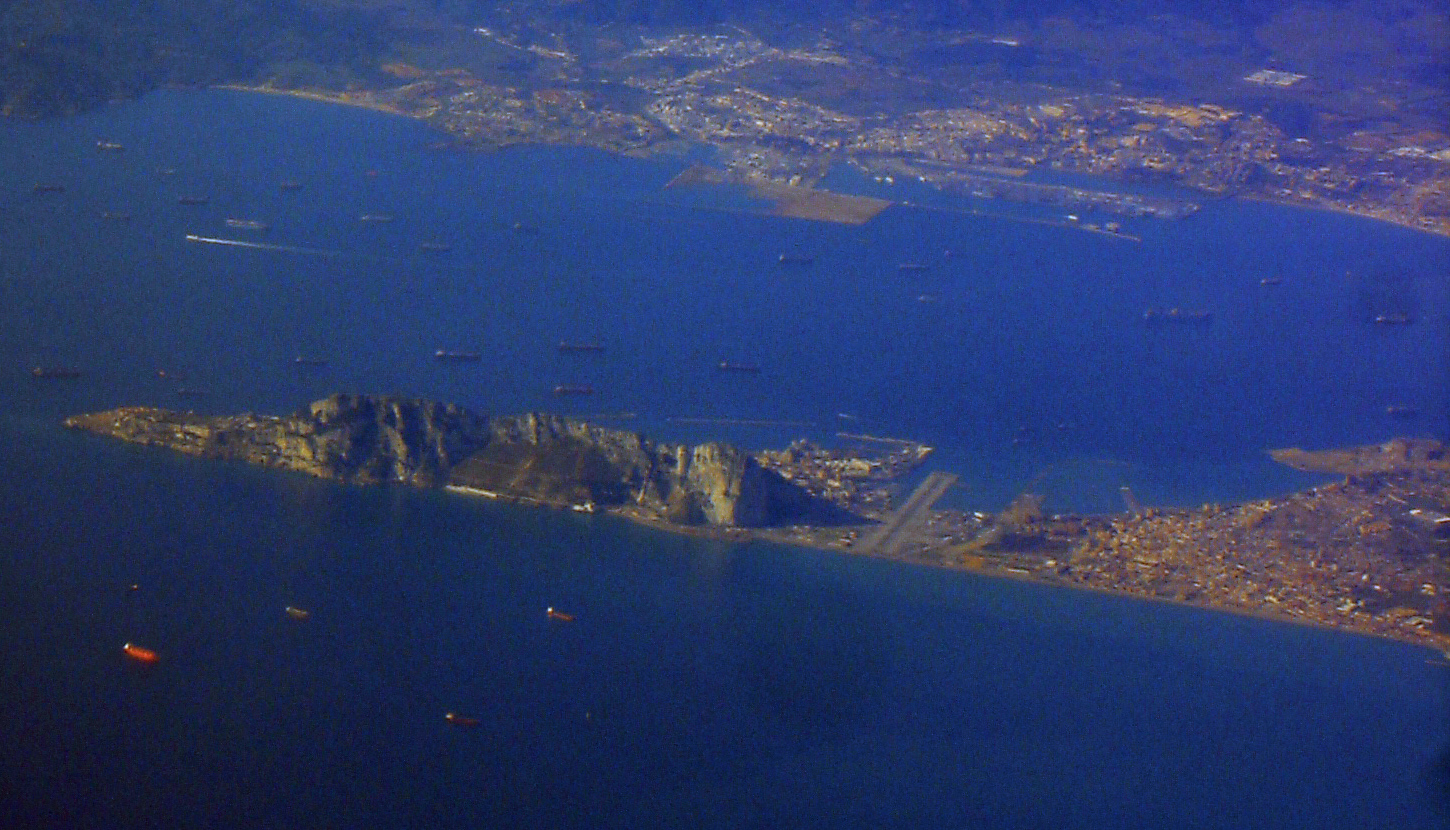
Vista aérea del Peñón en 2007. En el centro, Gibraltar. A la derecha, La Línea. Arriba, al fondo, Algeciras.

Poco después se conoció que el Ministerio de Interior español, a partir del desarrollo de los hechos precedentes, estaba estudiando denunciar en la ONU la situación de la soberanía del Peñón, sondeándose la posibilidad de llegar a un acuerdo con Argentina, miembro temporal del Consejo de Seguridad de la ONU, para incluir el contencioso hispano-británico en la agenda del organismo, barajándose también como recurso el Tribunal Internacional de La Haya, lo que fue bienvenido por el gobierno gibraltareño de Fabian Picardo pero provocó que el gobierno de David Cameron anunciara el 12 de agosto estar preparando "acciones legales sin precedentes" contra España, mientras el alcalde de Londres, Boris Johnson, afirmaba que "los españoles tienen que sacar sus manos de la garganta de nuestra colonia"  y se felicitaba públicamente por la llegada al Peñón del portaaviones  HMS Illustrious, buque de la Armada británica en maniobras, "junto con miles de marines", haciendo un llamamiento a defender Gibraltar como se había hecho en el pasado con las islas Malvinas, coincidiendo en el tiempo con las críticas de un general del ejército español retirado, Pedro Pitarch, director general de Política de Defensa entre 2004 y 2006, al ministro de Defensa Pedro Morenés, por la presencia de los barcos británicos durante el conflicto diplomático. La presencia de barcos militares británicos fue posteriormente también criticada por Denis MacShane, ministro británico para Europa de 2002 a 2005. Pese a todo ello, los controles y las colas continuaron en los días siguientes, dando lugar a una nota de protesta desde Londres.
Después de reunirse el 13 de agosto en Barbate (Cádiz) con el sector pesquero, el ministro de Agricultura, Alimentación y Medio Ambiente, Miguel Arias Cañete, recordó que la crisis tuvo su origen en el lanzamiento de bloques de hormigón en la bahía de Algeciras, anunciando que el Gobierno endurecería las sanciones contra las empresas que practican el bunkering (venta de gasóleo desde buques fondeados en aguas del Estrecho), una actividad muy contaminante por el alto riesgo de vertidos. Por su parte, una eurodiputada británica, Julie Girling, pidió el boicot turístico a España por parte de los ciudadanos británicos, poco antes de que, el 15 de agosto una asociación española presentara ante el juzgado de guardia de La Línea de la Concepción una querella criminal contra el ministro Principal de Gibraltar, Fabian Picardo, por un presunto delito ecológico por el lanzamiento de los bloques de hormigón.

### Protestas

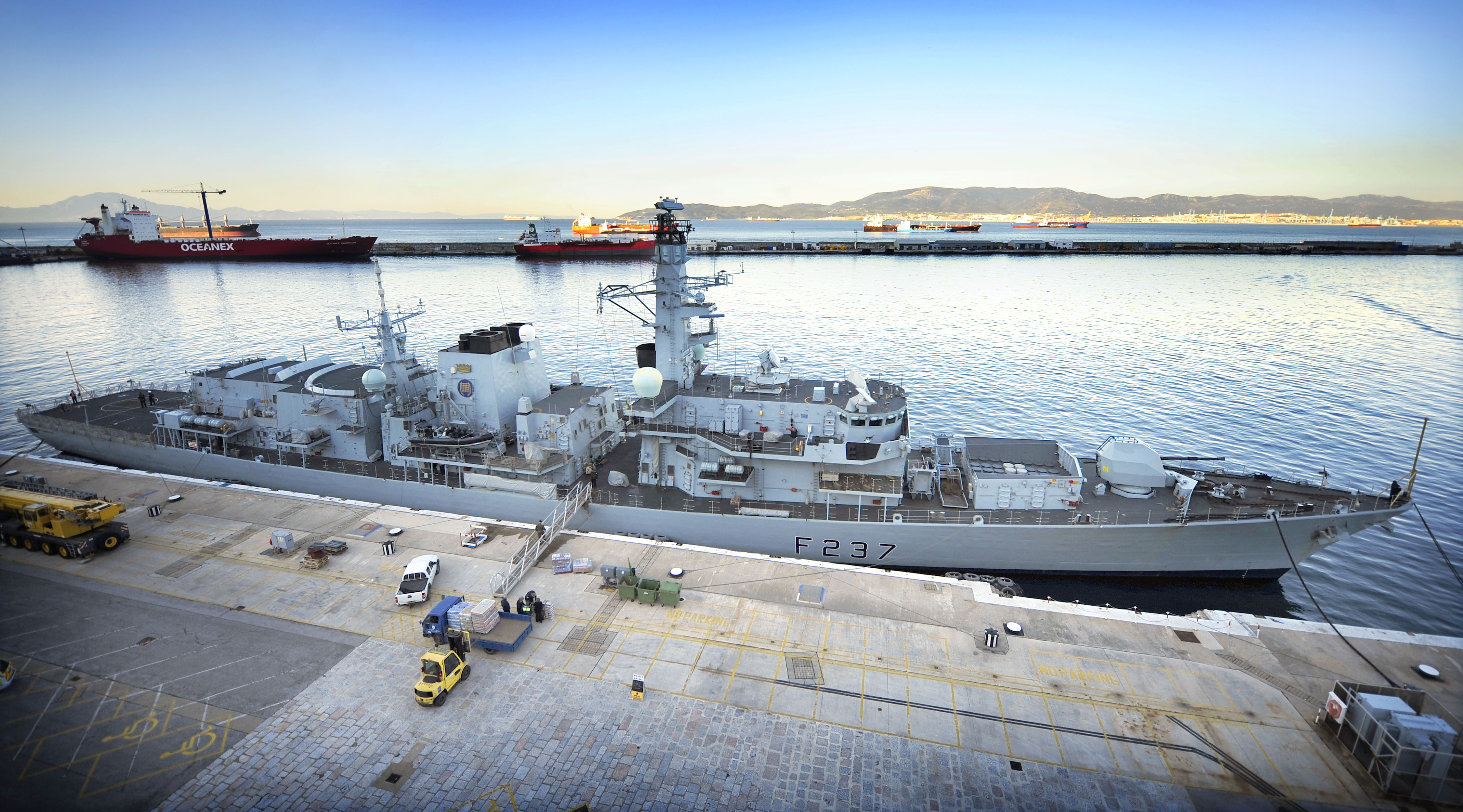
El HMS Westminster atracado en Gibraltar, en 2011.

El 16 de agosto, mientras barcos pesqueros de La Línea y de Algeciras acordaban realizar una protesta, llegando a contemplarse retirar los bloques de hormigón depositados por Gibraltar si las autoridades del Peñón no mostraban un "gesto de buena voluntad", una segunda extensión territorial gibraltareña se sumó al contencioso: la construcción de espigones de 50 metros ganados al mar en la cara oriental del Peñón, entre Catalan Bay y Sandy Bay, lo que llevó a una nota de protesta española ante Reino Unido. El mismo día el primer ministro británico, David Cameron, reclamó al presidente de la Comisión Europea, el portugués José Manuel Durão Barroso, el envío urgente de observadores de la Unión Europea para que evaluaran los controles españoles en la Verja, a lo que siguieron nuevas conversaciones sobre el tema entre el vice primer ministro británico, Nick Clegg, y su homóloga española, Soraya Sáenz de Santamaría.
La anunciada protesta de barcos pesqueros de La Línea y de Algeciras se llevó a cabo el 18 de agosto, concentrando a 40 embarcaciones españolas, escoltadas por cinco barcos y un helicóptero, todos ellos del Servicio Marítimo de la Guardia Civil. Siete patrulleras de la Armada británica y de la policía gibraltareña salieron al paso de los pesqueros españoles, impidiéndoles aproximarse a la zona del recientemente construido arrecife artificial. La concentración coincidió con las declaraciones de Fabian Picardo, quien descartó la posibilidad de quitar el arrecife, asegurando que el infierno se congelaría "antes de que el gobierno gibraltareño remueva alguno de esos bloques", al tiempo que se formalizaba una nueva denuncia ante la Fiscalía de Área del Campo de Gibraltar contra el ministro Principal de la Roca,  por un delito contra el medio ambiente.
Bruselas expresó sus dudas sobre la legalidad de la anunciada "tasa de congestión" por el paso de la frontera, mientras el presidente español, Mariano Rajoy, en la línea de lo solicitado días antes por su homólogo británico, David Cameron, pidió al presidente de la Comisión Europea, José Manuel Durão Barroso, el envío de observadores europeos a la frontera, entregando un memorándum de carácter confidencial en el que se recogía la lista de irregularidades que, según las autoridades española, se estaban produciendo en el Peñón. El 20 de agosto, el ministro español de Exteriores, García-Margallo, pidió a Reino Unido que, de cara a la posible reanudación del diálogo sobre Gibraltar, "demuestre que tiene intención de deshacer el daño causado", retirando los bloques de hormigón arrojados al mar, propuesta que fue rechazada por Londres.

### Prolongación del conflicto

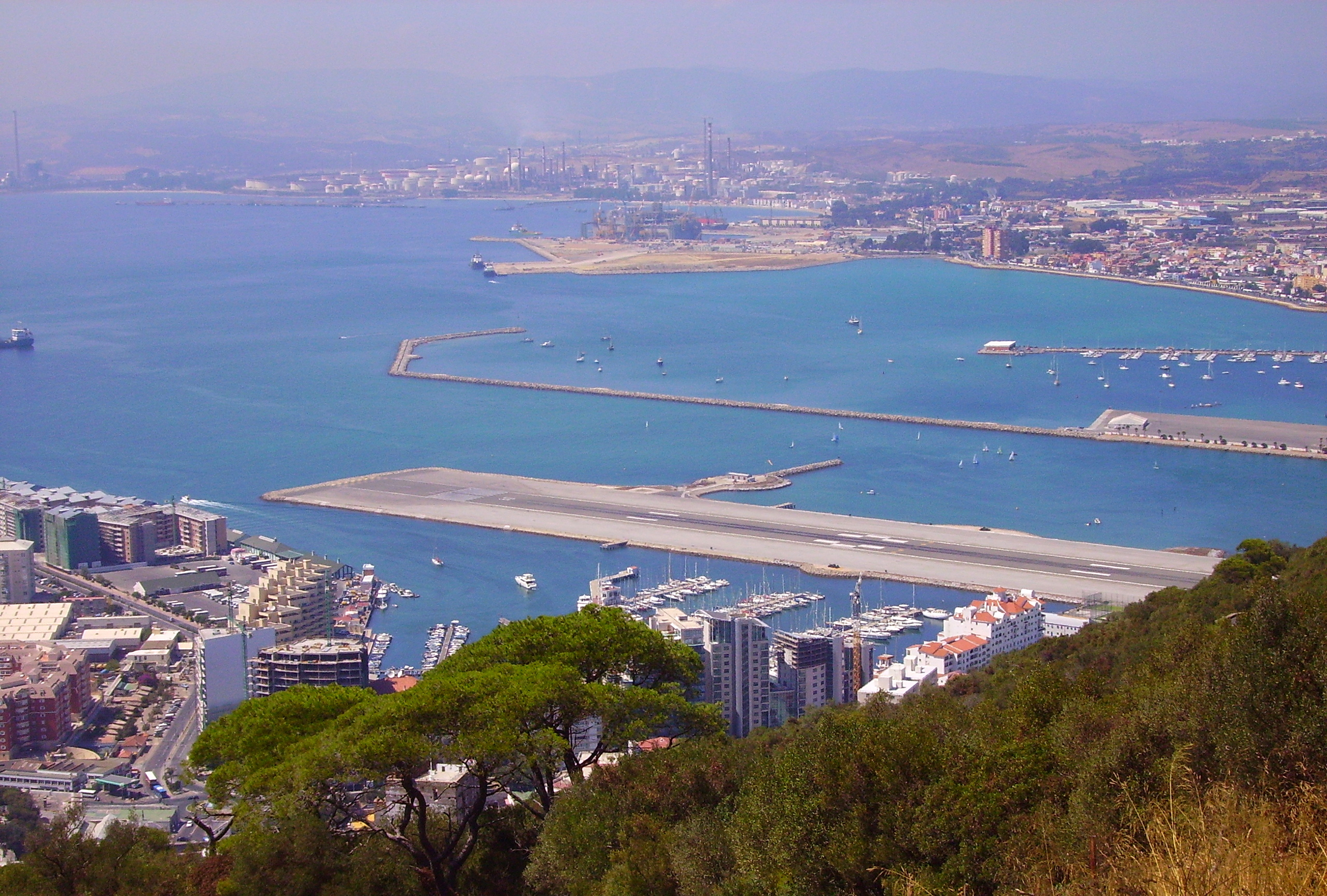
Situación de las aguas en litigio frente a la pista del aeropuerto de Gibraltar (en primer plano) y junto al dique de abrigo del puerto de La Línea (en el centro de la imagen).

Como consecuencia de las denuncias realizadas en julio, el 21 de agosto, el ministerio del Interior español en coordinación con el servicio de Aduanas y la Fiscalía de Medio Ambiente, ordenó a la Guardia Civil que impidiera el paso a Gibraltar de camiones cargados de arena procedente de España, destinados a la ampliación de la costa este de la colonia a través de espigones, lo que fue extendido en días posteriores a otros materiales de construcción destinados al mismo fin. El 23 de agosto el ministro Principal del Peñón volvió a sostener que no se retirarían los bloques de hormigón, aunque afirmó que los pesqueros españoles podrían volver a faenar en la zona en otoño, tras la aprobación de una nueva ley de pesca en las aguas contiguas a la colonia, mientras que, por su parte, uno de los consejeros de la Junta de Andalucía, Luciano Alonso, criticó públicamente que Gibraltar hubiera empleado como material de construcción arena extraída de las dunas de Valdevaqueros.
A finales de agosto la portavoz del ejecutivo europeo, Pia Ahrenkilde, afirmó sobre la anunciada misión de observadores a la zona, que incluiría la recogida de datos sobre "los controles fronterizos, el movimiento de personas y bienes y los controles aduaneros, incluido el contrabando". El 28 de agosto España llevó a la Secretaría General de la Comisión Europea una denuncia por el vertido de piedra y arena para la construcción de espigones artificiales en la parte este de Gibraltar, ante lo cual la Embajada del Reino Unido en Madrid, afirmó que las nuevas estructuras ganadas al mar cumplían "con todas las disposiciones de la normativa europea relevante". Al mismo tiempo, el Ministerio de Medio Ambiente español anunció que se llevaría al Consejo de Ministros una propuesta para modificar la Ley de Patrimonio Natural y Biodiversidad por vía de urgencia para poder imponer sanciones a la práctica de las gasolineras flotantes (bunkering) en Gibraltar. El 30 de agosto Olivier Bailly, portavoz de la Comisión Europea confirmó, tras las denuncias españolas, que también sería investigada la expansión territorial del Peñón (el arrecife y los espigones).
La disputa salió también a relucir a través de contactos entre Reino Unido y España en la cumbre internacional del G-20 de primeros de septiembre del mismo año en San Petersburgo, Rusia, mientras el ministro Principal del Peñón acusaba al Gobierno español de haber creado un ambiente "casi prebélico" en torno al conflicto, denunciando igualmente supuestas agresiones por parte española, volviéndose a producir algunos incidentes en el paso de la frontera entre la Guardia Civil y vehículos procedentes del Peñón en los que resultaron heridos varios agentes españoles, lo que llevó a Ignacio Cosidó, director general del Cuerpo Nacional de Policía español a declarar días más tarde que desde el Gobierno no se iba "a consentir ningún acto de agresión, amenaza o descalificación" hacia las fuerzas policiales españolas. La vicepresidenta del Gobierno español, Soraya Sáenz de Santamaría, por su parte, instó a Gibraltar a respetar el marco legal. El 12 de septiembre, tras la especificación por parte del Gobierno español ante la Comisión Europea de los preceptos comunitarios que, según su perspectiva, habría vulnerado Gibraltar, el ministro de Exteriores español se puso en contacto con su contraparte británica para negociar un nuevo marco que superara el llamado Foro Tripartito de 2006.

### Observadores europeos
El 17 de septiembre la portavoz de la Comisión Europea, Pia Ahrenkilde, anunció que la misión europea se produciría del 24 al 26 de septiembre, siendo el objetivo de la misma determinar si el endurecimiento de los controles fronterizos por parte del Gobierno español se ajustaba a la normativa europea y examinar los problemas de contrabando y de blanqueo de capitales, mientras que el caso del arrecife artificial creado con bloques de hormigón sería examinado por separado.
El 19 de septiembre de 2013, con el conflicto aún en curso, el gobierno británico nombró a un nuevo gobernador de Gibraltar para sustituir a Sir Adrian Johns, el Teniente general Sir James Benjamin Dutton, un veterano de los Royal Marines con participación en la guerra de las Malvinas, en la Guerra de Afganistán y en la Guerra de Irak, aunque estaba retirado desde 2010 y el gobierno británico alegó que era un simple cambio rutinario, lo que sin embargo fue puesto en duda por algunos medios de comunicación españoles, sin que el gobierno español llegara a pronunciarse sobre el suceso. Por su parte, Gonzalo de Benito, Secretario de Estado de Relaciones Exteriores del Ministerio de Asuntos Exteriores y de Cooperación español, afirmó la probable participación de la Comisión Europea junto a España, Reino Unido, la Junta de Andalucía y el Gobierno de Gibraltar en las conversaciones ad hoc para resolver las disputas pesqueras y ambientales, lo que fue protestado y rechazado por las autoridades gibraltareñas.
La llegada de los observadores europeos se produjo en las fechas previstas (del 24 al 26 de septiembre), examinando, de acuerdo con un comunicado emitido por la oficina de la Comisión Europea en Madrid, "los controles fronterizos y aduaneros" a ambos lados de la Verja, "incluidos el fraude y el contrabando", y "cuestiones relacionadas con el medio ambiente", en paralelo a las denuncias del presidente del Gobierno español, Mariano Rajoy, ante la ONU el 25 de septiembre por la soberanía del Peñón y su condición de colonia británica, al tiempo que volvían a publicarse en los medios informaciones sobre el posible apoyo de Argentina a la reclamación española, principalmente tras una reunión entre el ministro español de Exteriores, José Manuel García-Margallo, y el canciller argentino, Héctor Timerman, en la que habrían acordado realizar gestiones conjuntas para instar al Gobierno británico a cumplir las resoluciones de la ONU que le obligan a dialogar para encontrar una salida las disputas de soberanía argentina y española.

### Distensión progresiva

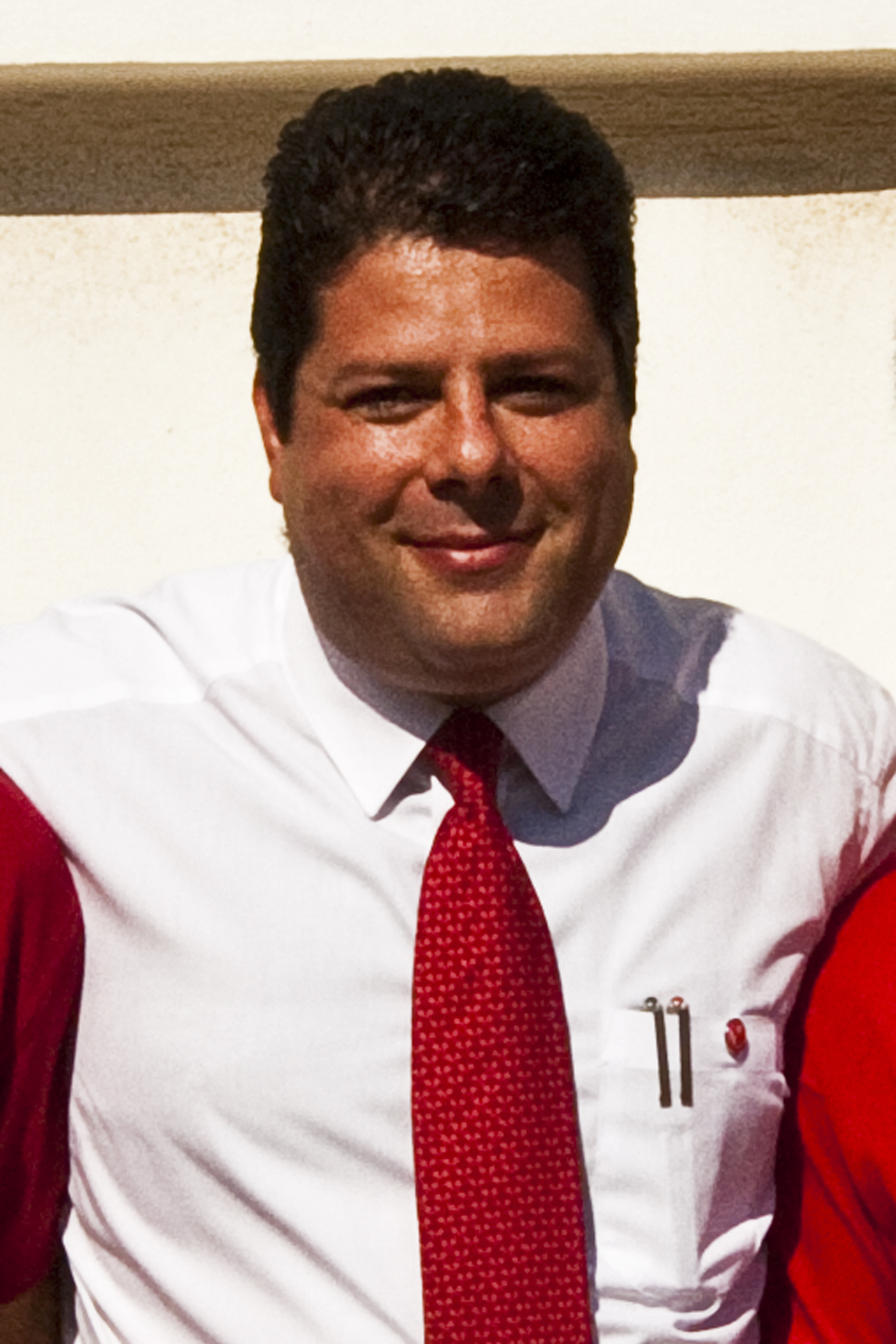
Fabian Picardo en 2011.

Tras unas semanas de relativa calma, el 9 de octubre el ministro Principal de Gibraltar aseguró ante la Comisión de Política Especial y Descolonización de la Asamblea General de Naciones Unidas en la ciudad de Nueva York que España se encontraba en una "campaña de odio" contra el Peñón, que incluía "invasiones" por parte de la policía y las fuerzas armadas españolas en aguas territoriales de la colonia, "incendios y daños" contra propiedades de gibraltareños en España, y "disparos contra gibraltareños inocentes", afirmando que tales acciones entraban "en la definición que hace la Unión Europea de delitos terroristas" y solicitando la intervención de Washington en el conflicto. Las acusaciones fueron inmediatamente rechazadas por el embajador español, Fernando Arias-Salgado, y por Pedro Morenés, ministro español de Defensa. También se manifestaron en contra de las mismas distintas voces de la política española. En respuesta, el Ministerio español de Asuntos Exteriores, protestó tanto a través del embajador de España en la ONU, como del embajador británico en Madrid, siendo conocido poco después que el Gobierno gibraltareño seguía trabajando en la denuncia contra España ante organismos internacionales que había sido anunciada a principios de agosto.
Por su parte, y como consecuencia de una denuncia contra Gibraltar por parte de las autoridades españolas ante la Comisión Europea realizada un año antes del inicio del conflicto diplomático de 2013 por el posible carácter contrario al derecho europeo del régimen fiscal del Peñón, Bruselas anunció el 15 de octubre el inicio de una investigación si bien la autoridad europea afirmó que la misma no estaba relacionada con el contencioso diplomático iniciado en julio de 2013 entre Reino Unido y España, coincidiendo con el anuncio por parte del Gobierno gibraltareño de la reactivación de un proyecto protestado por parte de ecologistas españoles por, según su perspectiva, llevarse a cabo en terrenos ganados al mar en una Zona de Especial Conservación (ZEC) y que incluía la construcción de una treintena de edificios de apartamentos, varios hoteles, un lago artificial y hasta 15 muelles, para lo cual, y ante la negativa por parte de España, desde finales de agosto, al transporte de arena y piedras desde su territorio, se pasó a llevar parte de los materiales al Peñón desde Portugal, con la adquisición de un cargamento de 40.000 toneladas de piedra. A esto, siguieron por las mismas fechas quejas británicas ante supuestas "incursiones" por parte de buques españoles en aguas gibraltareñas.
A principios de noviembre, España votó en contra del proyecto Eurosur, puesto en marcha por la Unión Europea, de control de fronteras, debido a las consideraciones españolas sobre la aplicación de tal proyecto a Gibraltar. También a principios del mismo mes, el diario británico The Telegraph acusó al Ministerio de Defensa español de intervenir en una encuesta destinada a los lectores del mismo sobre la condición de Gibraltar. Pese a la existencia de éstos y algunos otros desencuentros entre ambas parte por las mismas fechas, se anunció que España y Reino Unido habían llegado a un acuerdo para pactar una decisión de consenso sobre Gibraltar en la IV Comisión (Descolonización) de la ONU, reconociendo ambas partes la vigencia de la Declaración de Bruselas de 1984, al igual que las resoluciones de la Asamblea General de la ONU sobre la preeminencia de la integridad territorial de España. Pese a ello, España decidió actuar contra el traslado de materiales de construcción a Gibraltar desde Portugal destinados a la expansión territorial de la colonia, deteniendo en Algeciras al buque que se encargaba de este transporte el 7 de noviembre, permaneciendo atracado en la bahía de Algeciras hasta el 13 de noviembre, cuando le fue levantada la sanción.

### Dictamen europeo

Mapa de la disputa territorial marítima en Gibraltar.

Los observadores europeos que a finales de septiembre evaluaron la situación, emitieron su dictamen el 15 de noviembre, concluyendo que, si bien no consideraban que estuviera justificado, España no infringió las normas europeas al endurecer los requisitos para traspasar la frontera después de que las autoridades del Peñón lanzaran bloques de hormigón en la bahía de Algeciras, lo que fue bienvenido por la vicepresidenta del Gobierno, Soraya Sáenz de Santamaría, quien afirmó que "el Ejecutivo está satisfecho porque Bruselas ha señalado que España no vulnera la norma comunitaria", sin embargo desde el Ministerio de Exteriores británico, y pese al dictamen de Bruselas, se acusó a España de seguir imponiendo "controles desproporcionados y políticamente motivados" en la frontera de la colonia, mientras desde el Gobierno gibraltareño se afirmaba que el dictamen europeo iba a servir para "reforzar las tácticas abusivas" de España, todo ello poco tiempo después de que, desde el Sindicato Unificado de Policía (SUP), se asegurara que los agentes no habían recibido órdenes ni presiones para provocar colas en Gibraltar.
En este contexto, el 19 de noviembre el Foreign Office británico convocó al embajador español en Londres, Federico Trillo, siendo la tercera vez que la diplomacia británica convocaba a Trillo desde que empezó la crisis diplomática en verano. El secretario de Estado británico para Europa, David Lidington, protestó ante el embajador español por la supuesta "incursión en aguas territoriales británicas en Gibraltar" por parte del buque oceanográfico español Ramón Margalef, a lo que seguirían manifestaciones del diputado británico Jim Dobbin, presidente del grupo parlamentario multipartito sobre Gibraltar, y Fabian Picardo sobre la posibilidad de que en algún momento se produjeran disparos entre embarcaciones británicas y españolas y, pocas semanas después, una nueva protesta por la supuesta violación en el Peñón, por parte de las autoridades españolas, de una valija diplomática británica.
Tras todo esto, el eurodiputado español Luis de Grandes presentó el 3 de diciembre a la Comisión Europea una serie de consultas con el objetivo de obtener una valoración por parte de la misma sobre si las autoridades del Peñón habían incumplido las normas comunitarias europeas medioambientales con el lanzamiento de bloques de hormigón en la bahía de Algeciras y las prácticas de bunkering en las aguas colindantes, denunciando asimismo los "actos de agresividad y la transgresión de las normas comunitarias" llevadas a cabo hasta la fecha por el representante británico-gibraltareño, Fabian Picardo. Una semana más tarde, las colas y dificultades al tránsito en la frontera mantenidas desde el verano llevaron a protestas contra las mismas por parte de vecinos del municipio de La Línea y de Gibraltar. La entrada del nuevo año, 2014, se vio acompañada de nuevos incidentes menores en las aguas fronterizas y de la realización de un informe por parte del Gobierno de Fabian Picardo sobre lo que calificó como "incursiones ilegales" de buques españoles en aguas de soberanía británica.

## Hechos posteriores relacionados
La actividad en torno al contencioso cesó después de estos últimos incidentes, pasando la diplomacia de ambos países a encargarse prioritariamente de otros asuntos. Con bastante posterioridad, el 2 de abril del mismo año, se producirían, como indicador del mantenimiento de las tensiones entre ambas partes, un incidente entre una patrulla de la Guardia Civil, que acudió a la llamada de auxilio del barco del Instituto Oceanográfico Español Ángeles Alvariño, siendo la patrulla española interceptada por patrulleras gibraltareñas, dando lugar a que el Ministerio de Asuntos Exteriores británico llamara de nuevo a consultas al embajador español en Londres, Federico Trillo, calificando de "grave intrusión" el suceso.
Unos meses más tarde, en junio de 2014, uno de los bloques de hormigón que habían dado lugar al contencioso fue quitado de su emplazamiento, siendo sacado del agua, lo que provocó una orden de busca y captura por parte de la policía gibraltareña contra un pescador español, acusándole de robo.

## Reacciones

### Gobiernos de España y Reino Unido
A lo largo del contencioso, ambas partes afirmaron que sus medidas se ajustaban a la legalidad y a los acuerdos alcanzados entre ambos países sobre el tema.

### Otras reacciones
La prensa en español se hizo eco de los comentarios del periódico británico The Financial Times sobre la presunta cortina de humo por parte del Gobierno español, resucitando el conflicto de Gibraltar para desviar la atención pública de los escándalos de financiación del Partido Popular (los llamados Caso Gürtel y Caso Bárcenas). Por otro lado, algunos sectores desde el independentismo vasco mostraron su apoyo a la posición gibraltareña, al igual que algunos partidos independentistas catalanes.